# Eriastrum sparsiflorum
Eriastrum sparsiflorum är en blågullsväxtart som först beskrevs av Alice Eastwood, och fick sitt nu gällande namn av Mason. Eriastrum sparsiflorum ingår i släktet Eriastrum och familjen blågullsväxter. Inga underarter finns listade i Catalogue of Life.

## Bildgalleri

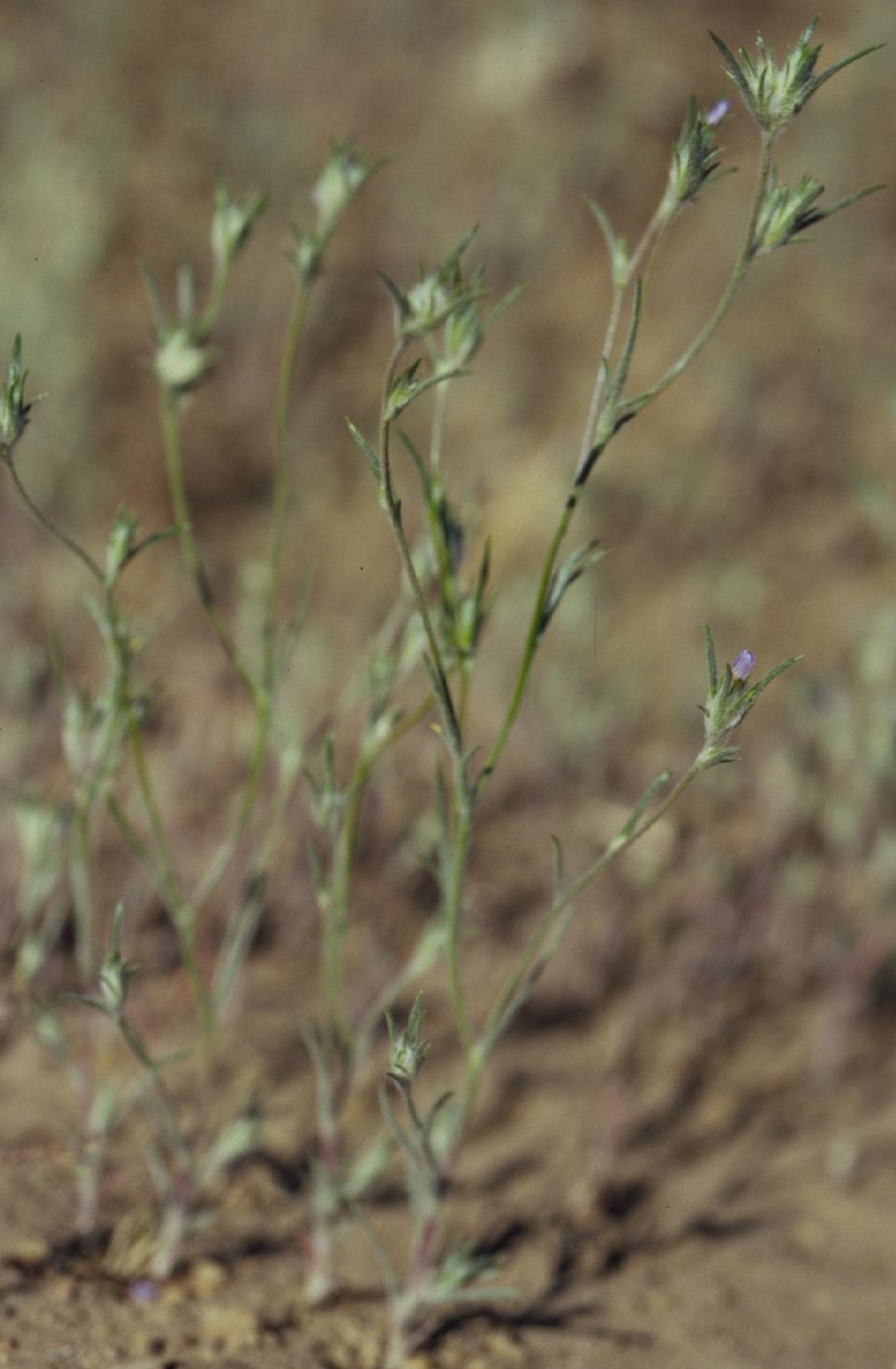
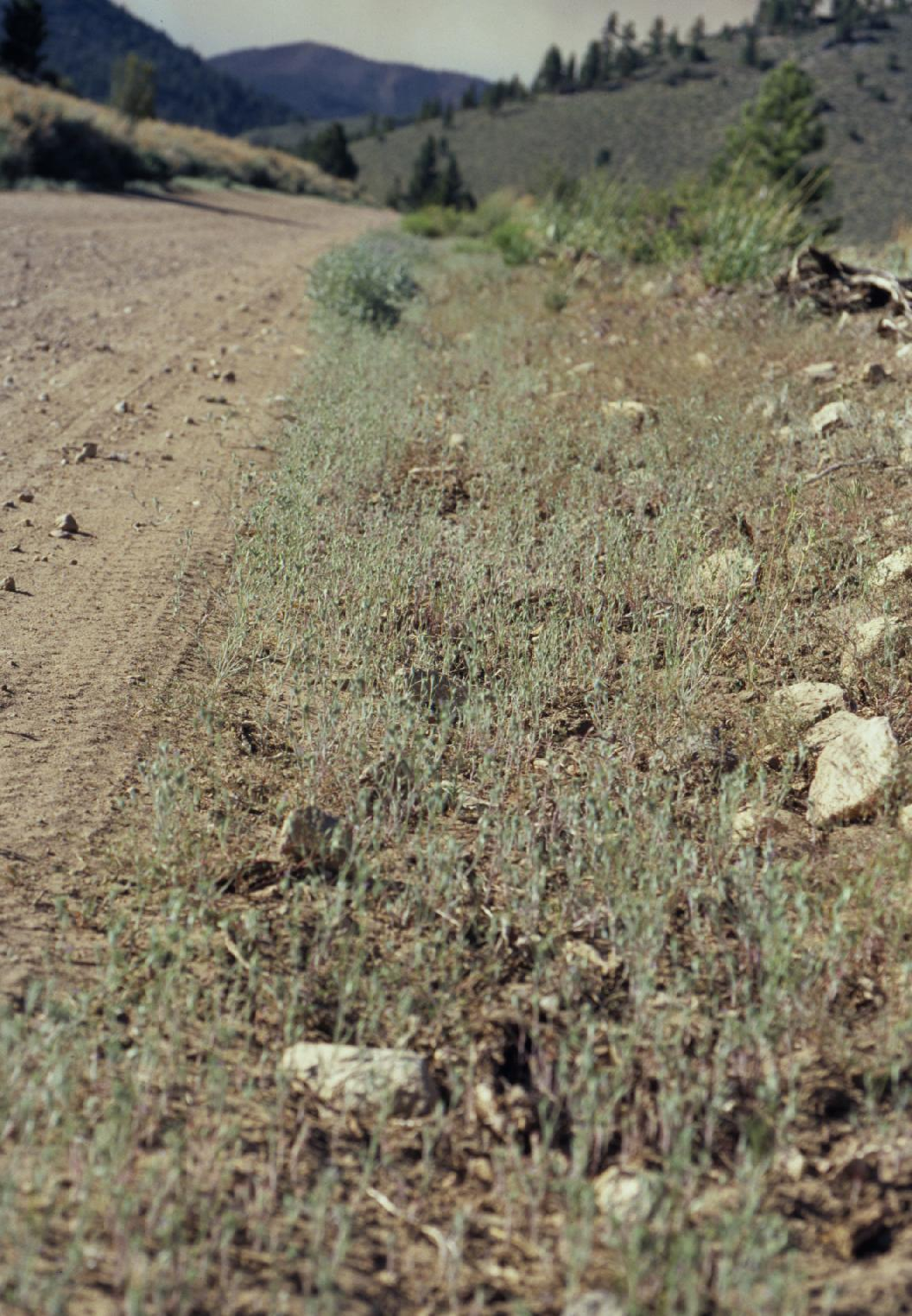